# さよならを教えて (フランソワーズ・アルディのアルバム)
『さよならを教えて』（Comment te dire adieu）は、フランス人歌手フランソワーズ・アルディの9枚目のスタジオ・アルバム。当初は無題だったこのアルバムは、最終的にはアルバムからの最大のヒット曲の名で呼ばれることになった。アルバムのオリジナル版は1968年12月にフランスでリリースされた。

## 経緯

### 最後のツアーと最後の演奏
1月にドイツ、スペイン、オーストリア、ベルギーおよびスイスのテレビ局とさまざまな契約を交わしたフランソワーズ・アルディは、リプリーズ・レコードと契約して2月初めにモントリールでのプロモーションツアーのために旅立った。その後、イングランドに立ち寄り、大学街で1週間のツアーを行った。同時期にアルディは、イギリスでアスパラガス社での制作物を流通する契約を結んでいたユナイテッド・アーティスツ・レコードからリリースされた最初のシングルのプロモーションをラジオとテレビで行った。クロード・ルルーシュ監督の映画『パリのめぐり逢い』からの曲「Des ronds dans l'eau」の英語版が「Now You Want to Be Loved」というタイトルでシングルとして発売された。
スケジュール：
- 9日（金）：ブライトン、（ブライトン・ドーム（英語版））
- 10日（土）および11日（日）：ロンドン、BBC Twoの2つの番組のためにNow You Want to Be Lovedを含む楽曲を録音
- 12日（月）：リヴァプール大学
- 13日（火）：ダラム大学
- 14日（水）：バーミンガム、（バーミンガム・タウン・ホール）
- 15日（木）：サウサンプトン（ギルドホール）

2月26日から3月16日にかけて南アフリカ共和国のプレトリア、ヨハネスブルグ、ダーバン、ケープタウンをツアーした。
4月22日からロンドンのサヴォイ・ホテルのキャバレーでの最後の演奏。ファッションデザイナーのパコ・ラバンヌはセンセーションを起こしたメタリックプレートのドレスをその場でデザインした。
コンゴ民主共和国の首都キンシャサでの最後のガラでこの年に予定されていたステージ演奏を締めくくった。
成功した海外公演のあとで、アルディのマネージャーのリオネル・ロックは英語、イタリア語、ドイツ語の新曲および毎年リリースするフランス語のアルバムのための曲を準備するためにツアーを休むべきだと考えていた。
このツアーの中断は、アルディがツアーをやめるために掴みたい機会だった。レコードを売るためのツアーを辞めたいというアルディの希望についての噂が広がっていた。
フランソワーズ・アルディ：「内心では、この中断がずっと続くと思っていた」
学生運動がフランス全土に広がる5月15日（水）、パリで開催された国際ダイヤモンド展の開会式でパコ・ラバンヌが作ったダイヤモンドを散りばめたゴールドプレートできた「世界で最も高価なミニドレス」をアルディに着せて話題を呼んだ。
「イベント」の増加に直面してヴォーグの芸術監督は配下のアーティストに首都を離れることを提案した。アルディはジャック・デュトロンとともにコルシカの実家に戻った。
この急な休暇のあと、予定通りに海外向けの曲の作曲や録音、8枚目のアルバムの準備に時間がさかれた。
制作会社のアスパラガスの関係者とは何度も意見が対立したが、アルバムは予定通りに発売され、楽曲「さよならを教えて」がシングルカットされた。

## 楽曲
「さよならを教えて」（Comment te dire adieu）：メロディを探していたアルディは、アメリカの音楽出版社の楽曲を掘り下げて、アーノルド・ゴランドの署名付きのIt Hurts to Say Goodbyeというインストゥルメンタル曲をみつけ、とても「キャッチー」だと感じた。アルディが作詞する気になれなかったので、エージェントのリオネル・ロックはセルジュ・ゲンスブールに依頼することを提案した。自宅でアルディとあった後でゲンスブールはこの依頼を受け入れた。しばらく経って、アルディがサヴォイでの4回目のツアーを行っている時にゲンスブールがやってきて歌詞を手渡した。ゲンスブールは[ex]の音節を持つ単語の連続でリズミカルなリズムを強調するというアイデアを持っていた：
Sous aucun prétex.../...te, je ne veux / avoir de réflex.../...es malheureux. / Il faut que tu m'ex.../...pliques un peu mieux, / comment te dire adieu.
さらに、語りのパートを付け加えた。アルディはアーノルド・ゴランドのインストゥルメンタル曲を「非常に正確に」演奏することを望み、ステージで伴奏を担当していたジャン＝ピエール・サバールに編曲を依頼した。スタジオでゲンスブールは録音に立ち会った。その中で、オリジナル曲の「愛の欠乏(L’Anamour)」を提供した。
「驚かせてよ、ブノワ!」(Étonnez-moi, Benoît...!)：
「ユーグ・ド・クルソンという若い男性が、自分の曲を採用して欲しくて私との面会の約束を取り付けた。どの曲も気に入らなかった。彼は絶望的な思いで、私には向いていないないという最後の一曲を私に聞かせた。「驚かせてよ、ブノワ!」だった。この曲がとても独創的でばかげているので、私はすぐに採用した。」
「シジュウカラ」(La Mésange (Sabiá))：1968年10月の初めに、アルディはリオデジャネイロで開かれる第3回インターナショナル・ポップ・ソング・フェスティバルに参加するためにブラジルに渡った。このフェスティバルでアルディは「なにになるの?」（À quoi ça sert ?）で「金の雄鶏」トロフィーを勝ち取った。アントニオ・カルロス・ジョビンとシコ・ブアルキはボーカルデュオのシナーラ・イ・シベーリ - アマゾンの歌唱による楽曲 Sabiá（ナンベイコマツグミ）で1位となった。フランク・ジェラールによってフランス語化されて「シジュウカラ」というタイトルでアルディが録音した。
「彼のこと話して」（Parlez-moi de lui (The Way of Love)）：オリジナルの楽曲は J’ai le mal de toi（あなたが恋しい）というタイトルのフランスの曲だった。この曲は1960年のユーロビジョン・ソング・コンテストに向けてミシェル・リヴゴーシュとジャック・ディーヴァルが作詞作曲したものだった。歌手のフレデリカがこの曲を歌ったが採用されなかった。ベルギー人歌手のリリー・カステルは1965年に別のコンテスト（VRTで放映されたMusik Ohne Grenzen）に応募した。同年、コレット・ドレアルがこの曲をレパートリーに加えた。
同じ年にアル・スティルマンがこの曲の英語バージョンを The Way of Love というタイトルで制作した。キャシー・カービーが歌ったこの曲は成功し、ミシェル・リヴゴーシュが2度目のフランス語バージョンを作るほどだった。「彼のこと話して」（Parlez-moi de lui）と題されたこの新しいバージョンは、1966年に歌手のダリダが演奏した。各バージョンの年表では Parlez-moi de lui は The Way of Love の翻案とされている。

## アルバム収録曲
アルバムには「何になるの?」と「海と星と風」のアルディ自作の2曲を含む「愛の欠乏」、「夢物語よりささやかな愛のほうがいいわ」、「驚かせてよ、ブノワ!」とい5曲のオリジナル曲が収録されている。フランス語化が6曲（「さよならを教えて」、「幸運はどこへ行くの?」、「スザンヌ」、「シジュウカラ」、「失恋通り」および「幸せな愛などない」の新しいフランス語版）収録されている。アルディは前作の伴奏に不満を抱いていたため、ジャン＝ピエール・サバールに新しいオーケストレーションを依頼した。
「さよならを教えて」は1969年のビッグヒットとなった。ヒットチャートの1位に達し、アルディのキャリアを押し上げ、レパートリーの必須曲となった。「驚かせてよ、ブノワ!」も成功した。

## アルバムのオリジナル版
フランス　1968年12月：マイクログルーヴ33回転盤 / 30cm。アスパラガス・・プロダクション / ヴォーグ・インターナショナル・インダストリーズ（CLD 728）、ステレオ
見開きジャケット：カバーデザイン ジャン＝ポール・グード - 写真撮影 ジャン＝マリー・ペリエ（雑誌Salut les copains所属）
 フランス 1968年12月：カセットテープ、アスパラガス・・プロダクション / ヴォーグ・インターナショナル・インダストリーズ（B.VOC.42）、ステレオ

### 収録曲
収録された12曲はステレオ音声で録音された。アルディはジャン＝ピエール・サバール、アーサー・グリーンスレイド、マイク・ヴィッカーズおよびジョン・キャメロンと共演している。
| #  | タイトル                                                             | 作詞                   | 作曲                                            | 編曲                       | 時間    |
| -- | -------------------------------------------------------------------- | ---------------------- | ----------------------------------------------- | -------------------------- | ------- |
| 1. | 「さよならを教えて(Comment te dire adieu)」(It Hurts to Say Goodbye) | セルジュ・ゲンスブール | アーノルド・ゴランド                            | ジャン＝ピエール・サバール | 2分26秒 |
| 2. | 「幸運はどこへ行くの?(Où va la chance ?)」(There but for Fortune)    | エディ・マーネイ       | フィル・オクス                                  | アーサー・グリーンスレイド | 3分14秒 |
| 3. | 「愛の欠乏(L’Anamour)」                                              | セルジュ・ゲンスブール | セルジュ・ゲンスブール                          | マイク・ヴィッカーズ       | 2分14秒 |
| 4. | 「スザンヌ(Suzanne) · 」                                             | グレアム・オールライト | レナード・コーエン                              | ジョン・キャメロン         | 3分08秒 |
| 5. | 「幸せな愛などない(Il n’y a pas d’amour heureux)」                   | ルイ・アラゴンの詩     | ジョルジュ・ブラッサンス                        | ジャン＝ピエール・サバール | 2分21秒 |
| 6. | 「シジュウカラ(La Mésange)」(Sabiá)                                  | フランク・ジェラール   | アントニオ・カルロス・ジョビン – シコ・ブアルキ | マイク・ヴィッカーズ       | 2分16秒 |

| #  | タイトル | 作詞                         | 作曲                       | 編曲                       | 時間    |
| -- | --- | ---------------------------- | -------------------------- | -------------------------- | ------- |
| 1. | 「彼のこと話して(Parlez-moi de lui)」(The Way of Love)                                                                      | ミシェル・リヴゴーシュ       | ジャック・ディーヴァル     | アーサー・グリーンスレイド | 2分37秒 |
| 2. | 「何になるの?(À quoi ça sert ?)」                                                                                           | フランソワーズ・アルディ     | フランソワーズ・アルディ   | ジャン＝ピエール・サバール | 3分31秒 |
| 3. | 「夢物語よりささやかな愛のほうがいいわ(Il vaut mieux une petite maison dans la main, qu’un grand château dans les nuages)」 | ジャン＝マック・リヴィエール | ジェラール・ブルジョワ     | ジョン・キャメロン         | 2分23秒 |
| 4. | 「失恋通り(La Rue des cœurs perdus)」(Lonesome Town )                                                                       | ピエール・ドラノエ           | トーマス・ベーカー・ナイト | アーサー・グリーンスレイド | 2分07秒 |
| 5. | 「驚かせてよ、ブノワ!(Étonnez-moi, Benoît...!)」                                                                            | パトリック・モディアノ       | ユーグ・ド・クルソン       | ジョン・キャメロン         | 3分03秒 |
| 6. | 「海と星と風(La Mer, les étoiles et le vent)」                                                                              | フランソワーズ・アルディ     | フランソワーズ・アルディ   | ジョン・キャメロン         | 1分51秒 |

## アルバム履歴
– EP = マイクログルーヴ45回転盤4曲収録、アルバムに先行して発売
– SP = マイクログルーヴ45回転盤2曲収録、アルバムに先行して発売
– LP = マイクログルーヴ33回転盤 / 30cm
– CD = コンパクトディスク
– CDS = CDシングル、4曲収録

### 45回転の最初のフランス版
注記 ： 1960年代、フランスのレコード産業は45回転EPの販売に焦点を当てていた。このため、フランソワーズ・アルディの新曲もこの形式で発売された。
- 1968年6月：EP、アスパラガス・プロダクション / ヴォーグ・レコード / ヴォーグ・インターナショナル・インダストリーズ (EPL 8635)

1. Je ne sais pas ce que je veux（Tiny Goddess）、アルディ、パトリック・キャンベル＝ライオンズ（英語版）、アレックス・スピロポーロス、レイ・シンガーによる楽曲のフランス語版
2. La Terre、アルディ
3. Avec des si、アルディ
4. J’ai fait de lui un rêve、アルディ

- 1968年11月：SP、プロダクション・アスパラガス / ヴォーグ・レコード / ヴォーグ・インターナショナル・インダストリーズ、ファッション・シリーズ(V.45-1535).

1. 「何になるの?」、アルディ
2. Ouverts ou fermés、アルディ

- 1968年12月 : EP、アスパラガス・プロダクション / ヴォーグ・レコード / ヴォーグ・インターナショナル・インダストリーズ、 (EPL 8652).

1. 「さよならを教えて」、セルジュ・ゲンスブール、ジャック・ゴールド / アーノルド・ゴランドの楽曲のフランス語版
2. 「夢物語よりささやかな愛のほうがいいわ」、ジャン＝マック・リヴィエール（フランス語版） / ジェラール・ブルジョワ（フランス語版）
3. 「スザンヌ」、グレアム・オールライト（英語版）、レナード・コーエンの楽曲のフランス語版
4. 「愛の欠乏」、セルジュ・ゲンスブール

- 1969年3月：EP、アスパラガス・プロダクション / ヴォーグ・レコード / ヴォーグ・インターナショナル・インダストリーズ (EPL 8660).

1. 「驚かせてよ、ブノワ!」、パトリック・モディアノ / ユーグ・ド・クルソン（フランス語版）
2. 「海と星と風」、アルディ
3. 「幸運はどこへ行くの?」、エディ・マーネイ（英語版） / フィル・オクス（英語版）
4. C’est lui qui dort、アルディ

### アルバムのフランス国外での最初のバージョン
- 南アフリカ共和国、1969年：LP、World Record (ORC 6036).
- ブラジル、1969年：LP、Comment te dire adieu、フィリップス (SLP 199.035).
- カナダ、1969年 : LP、リプリーズ・レコード (RSC 8003).
- オーストラリア、1970年：LP、ヴォーグ・レコード / Phono Vox (LPV 004).
- イラン、1970年： Comment te dire adieu、Royal (LRT–40).
- ニュージーランド、1970年： A Portrait of Françoise、Interfusion (SITFL 934.133).

### 45回転盤のフランスでの再発売
- 1991年：CD、アスパラガス・プロダクション / ヴォーグ・レコード、« Collector-CD » vol. 14 (191,045).

### アルバムのフランスでの再発売
- 1995年：CD （デジパック）、Comment te dire adieu、クンダリーニ / ヴァージン (7243 8 40502 2 1).
- 1995年 : CD （ジュエルケース）、Comment te dire adieu、 クンダリーニ / ヴァージン (7243 8 40638 2 5).
- 2000年：CD （デジパック）、Comment te dire adieu、クンダリーニ / ヴァージン (7243 8 40502 2 1)[注 16]
- 2014年11月：CD （ジュエルケース）、Comment te dire adieu、クンダリーニ / パーロフォン (7243 8406382 5).

### アルバムのフランス国外での再発売
- 日本、2003年：Comment te dire adieu、ヴァージン (TOCP 67223).
- 日本、2016年：Comment te dire adieu、ワーナーミュージック / パーロフォン (WPCR-17554).

### 楽曲のフランソワーズ・アルディによる多言語バージョン
「何になるの?」À quoi ça sert ?
- イギリス、1969年：Why even try?（A.クレイル）、LP、One-Nine-Seven-Zero、アスパラガス・プロダクション / ユナイテッド・アーティスト・レコード (UAS 29046).
- イタリア、1969年：Il male d'amore（H.パガーニ（イタリア語版））、LP（コンピレーション）、アスパラガス・プロダクション / dischi C.G.D. (FGS 5052).

「さよならを教えて」Comment te dire adieu
- イタリア、1968年：Il pretesto（ダイアーノ）、SP、アスパラガス・プロダクション / dischi C.G.D. (N 9711).
- ドイツ、1970年：Was mach' ich ohne dich（(W.ブランディン）、LP、Traüme（夢）、フィリップス (6305 008).

「海と星と風」La Mer, les étoiles et le vent
- イタリア、1968年：Il mare, le stelle, il vento（アナリータ）、SP、アスパラガス・プロダクション / dischi C.G.D. (N 9783).

「幸運はどこへ行くの?」Où va la chance ?
- 南アフリカ共和国、1970年：C’è la fortuna（H.パガーニ（イタリア語版））、LP、Françoise in Italian、World Record (ORC 6072).

### フランソワーズ・アルディ曲のカバー
「さよならを教えて」Comment te dire adieu
- 日本 （日本語歌詞）、「さよならをおしえて」、1985年11月：戸川純、LPおよびCD『好き好き大好き』、アルファレコード (HYS-28001) et (32XA-41)
- 1987年：ダニエル・ダルク（フランス語版）、CD、Sous influence divine（神の影響を受けて）、Play It Again Sam Records (0802475120)
- イギリス、1989年：ジミー・ソマーヴィル（英語版）、ジューン・マイルズ＝キングストンとのデュエット、CD、Read My Lips、London Records (828 166-1)
- 1996年：ジェーン・バーキン、CD、『追憶のランデヴー（フランス語版）』、フィリップス / マーキュリー・レコード (5321402)
- 2004年：ル・ジョルジュ・レニングラード（英語版）、CD、Sur les Traces de Black Eskimo、Alien8 Recordings
- イタリア、2009年10月；アマンダ・リア（英語版）、2枚組CD、Brief Encounters、Warner Music Italy/PMG Music (6-61799-13190-2)
- ケベック州、2016年2月：ステフィー・ショック（英語版）、ローレンス・ネルボンヌ（英語版）とのデュエット、CD、12 belles dans la peau、Coyote Records / Simone Records (6-19061-46162-2).
- 2018年1月19日：カミーユ・ベルトー（フランス語版）、LPおよびCD、Pas de géant, OKeh / ソニー・ミュージック (…).

「愛の欠乏」L’Anamour
- 1969年：セルジュ・ゲンスブール、LP、『ジェーン&セルジュ』、フォンタナ (548 607-1).
- 1996年：ジェーン・バーキン、CD、『追憶のランデヴー（フランス語版）』、フィリップス / マーキュリー・レコード (5321402)
- 1996年：フレッド・ブロンダン（フランス語版）、CD、J'voudrais voir les îles、フィリップス (5321062).
- イギリス、2001年：ステレオ・トータル（英語版）、CD、Lucien Forever – A tribute for Serge Gainsbourg （複数のアーティスト）、Pussycat Records (PSCD 027).
- 2001年：バンブー（フランス語版）、2枚組CD、Gainsbourg – Portraits、Frémeaux & Associés/La Librairie Sonore (FA 8020).
- 2006年：ジェラール・ドパルデュー、CD、映画 Quand j’étais chanteur（私が歌手だった頃）のサウンドトラック、Remark Records/Warner Music (5 051011 66 7022).
- ケベック州、2016年2月：ステフィー・ショック（英語版）、ローレンス・ネルボンヌ（英語版）とのデュエット、CD、12 belles dans la peau、Coyote Records / Simone Records (6-19061-46162-2).

「驚かせてよ、ブノワ!」Étonnez-moi Benoît...!
- 2006年：Radiomatic、CD、Ce soir après dîner, nous passerons des disques…、Vol. 1 - Musicast (..).

「幸運はどこへ行くの?」Où va la chance ?
- 2016年4月16日：Pain-Noir、LP（25cm）、La Retenue, Tomboy Lab/Sony (…).

### 映画で使用された楽曲
「さよならを教えて」Comment te dire adieu
- スペイン、2004年：Crimen Ferpecto、アレックス・デ・ラ・イグレシア監督のコメディー

「愛の欠乏」L’Anamour
- フランス、2006年：Quand j’étais chanteur、グザヴィエ・ジャノリ監督作品
  - ジェラール・ドパルデューが主題歌として歌唱、CD、映画のサウンドトラック、Remark Records/Warner Music (5 051011 66 7022).

「何になるの?」À quoi ça sert ?
- フランス、：『17歳』、フランソワ・オゾン監督作品

## フランソワーズ・アルディが歌ったこれ以外のセルジュ・ゲンスブールの楽曲
- 1973年、「ひとりだけの恋」L’Amour en privé[注 17]：LP、『私小説（フランス語版）』、WEA (WB 56,019).
- 1974年、Les P’tits Papiers、ジェーン・バーキンとのデュエット[注 18]：ディスク未収録
  - テレビ番組 Top à... のゲンスブール特集で演奏、5月4日放送
- 1977年、Enregistrement：LP、Star、EMI (2C 066-14426).
- 1982年、「何も考えないほうが」Ces petits riens：LP、『時の旅人たちへ（フランス語版）』、Flarenasch (723,643).
- 2006年、, Requiem for a Jerk、Requiem pour un conの英語版（ブライアン・モルコとのデュエット）：: CD、Monsieur Gainsbourg revisited, Universal (0602 4 983710 9).